# Gachibana
Gachibana, auch Gakhibane, ist ein Ort im Kgalagadi District von Botswana.

## Geographie
Gachibana ist eine ländliche Siedlung und liegt an der Grenze zwischen Botswana und Südafrika sowie in der Nähe des periodischen Flusses Molopo.

## Öffentliche Infrastruktur
Im Ort gibt es eine Grundschule, Bürgerhalle und eine Kirche der Pfingstbewegung.

## Verkehr
Der Ort ist über eine Landstraße zu erreichen, die vom Südwesten aus Bokspits heranführt und nach Tshabong verläuft.